# 韓石泉
韓石泉（1897年10月27日—1963年6月30日），號南陽，臺南人，臺灣醫學家、社會活動家。戰後曾任台南市參議員。

## 早年生平
韓石泉於日本明治丁酉年農曆十月二日（1897年10月27日）出生於臺南。父親韓子星、叔父韓子明均為滿清統治時期秀才，:59父親韓子星在1895年《馬關條約》割臺後曾一度逃往廈門。後來返台於天壇創設私塾「尚志齋書房」。:58韓石泉七歲時曾一度就讀重慶寺私塾。:59八歲時就入臺南第一公學校就讀，:60公學校下課後至天壇私塾讀漢文。明治四十四年（1911年）畢業。
公學校畢業後，由於距投考臺灣總督府醫學校報考年齡還有兩年，:67韓石泉一度考入臺南廳財政課擔任「給仕」（雜役），業餘時間仍勤奮自學，後於大正二年（1913年）考取臺灣總督府醫學校的公費生，4月北上入臺灣總督府醫學校。:71二年級時父親病危，返家處理各項事務約一個月，1916年2月21日父親病逝。喪事完畢後方回校補考，但其成績仍保持名列前茅。
韓石泉在三年級出任學寮組長，因為不滿學校賣店小使（工友）壟斷販賣部、兼任學校情報員向舍監瀧野舉報學生行為、思想，韓石泉遂發起罷買運動，使該小使損失慘重。該小使報告舍監瀧野。使韓石泉遭舍監瀧野召至舍監室，痛罵其為流氓、與余清芳同等人物，揚言定要開除其學籍。:82最後在校長堀內次雄介入下，使韓石泉逃過退學處分，瀧野只好降氣求和。:83
大正七年（1918年）4月，韓石泉自臺灣總督府醫學校畢業。

## 執業時期
畢業後，韓石泉先在臺北的日本紅十字社臺灣支部醫院（現在臺北市立聯合醫院中興院區）內科工作，一年後（1919年）在堀內校長介紹下，改到臺灣總督府臺南病院（今 衛生福利部臺南醫院）內科服務，剛開始為醫務助手，月俸二十二圓。三年後升為醫官補，任判任官。韓石泉也是臺南病院內科中首位臺籍醫官補（外科為王受祿）。:97在臺南病院工作其間，韓石泉受到院長明石真隆薰陶增進醫學與醫術外，:99也見證院中臺籍職員與日籍職員的對立，以及部分日籍職員的差別觀念。:98

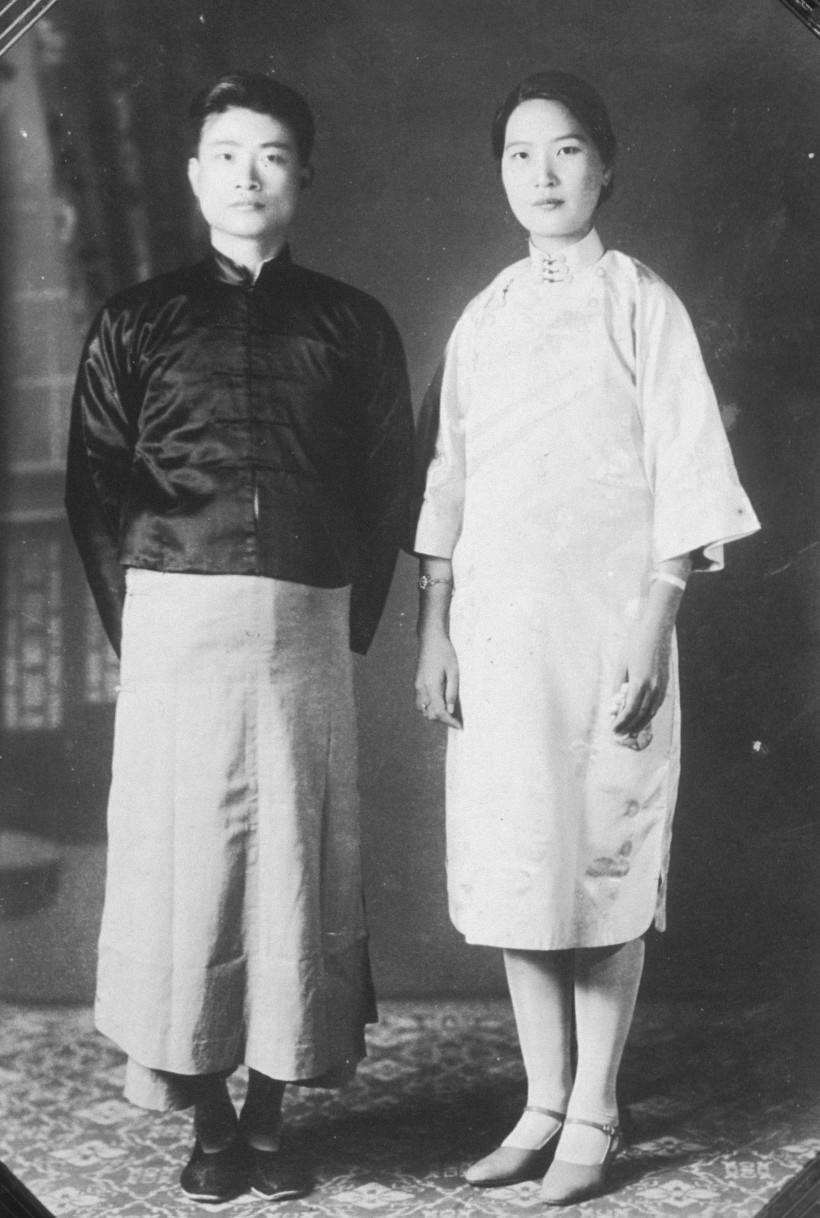
年輕時的韓石泉與其妻莊綉鸞

在臺南病院工作四年後，韓石泉於大正十一年（1922年）冬離職，與黃金火於本町（今民權路）開設「共和醫院」，韓石泉負責內科，:109黃金火負責外科。大正十五年（1926年）3月31日，韓石泉與莊綉鸞於臺南公會堂結婚。:118昭和三年（1928年）3月，韓石泉改在對面（本町四丁目）開設韓內科醫院。:118

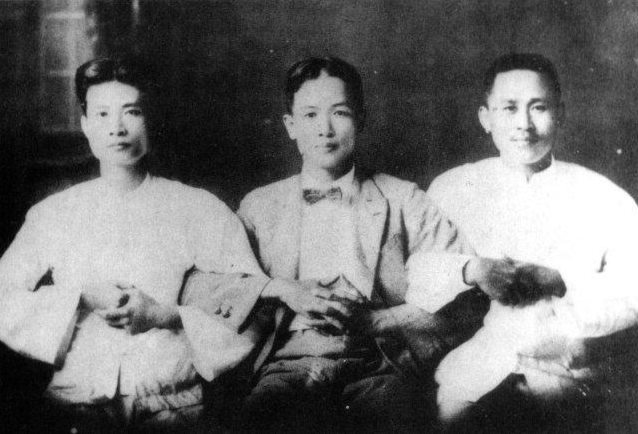
韓石泉（左）、王受祿與蔡培火於1930年共擬組織「新生堂財團」時留下的合影

而在韓石泉的醫生事業逐漸發展的同時，他也積極參與社會活動，在1921年加入臺灣文化協會並擔任理事。1923年12月爆發治警事件時，韓石泉亦遭到逮捕。韓石泉於12月16日臨晨於睡夢中遭日警逮捕，羈留臨時收容所（後臺南空軍醫院）。:110後被移送臺北，與蔡培火、陳逢源、吳海水一同被解押至臺北監獄（今金山南路二段52號中華電信）。在審判中，一審被判罰金百圓，:272最後二審被判無罪定讞。韓石泉為治警事件18人遭起訴者中年紀第三輕者，僅年長於石錫勳、吳海水。
在臺灣文化協會分裂後，於1927年7月成立臺灣民眾黨。韓石泉擔任中央委員，負責臺南支部的事務，8月臺南支部後出任四名常務委員之一（包括王受祿）。1928年臺灣民眾黨在臺南召開第二次黨員代表大會，由王受祿出任議長、韓石泉出任副議長，共同主持大會。韓石泉參與臺灣民眾黨事務直到1931年2月18日臺灣民眾黨被強制解散為止。:116
昭和十年（1935年）3月，韓石泉受到長子良哲夭折及臺灣民眾黨遭解散的打擊，遂決定前往日本求學。:129適逢明石真隆時任九州熊本醫科大學校長，韓石泉遂入明石內科研究室研究，:1294月母親逝世。:130其間因氣候不適與研究壓力等因素，曾罹患坐骨神經痛、胃出血等症狀；後於1940年完成研究工作，以《脾臟燐脂質之研究》、《關於膽汁之分泌作用及其成份》等論文取得醫學博士學位。
取得學位之後，韓石泉返回臺南行醫，但在第二次世界大戰末期，韓內科醫院毀於1945年3月1日的臺南大空襲之中，其長女韓淑英亦不幸罹難。:152

## 戰後

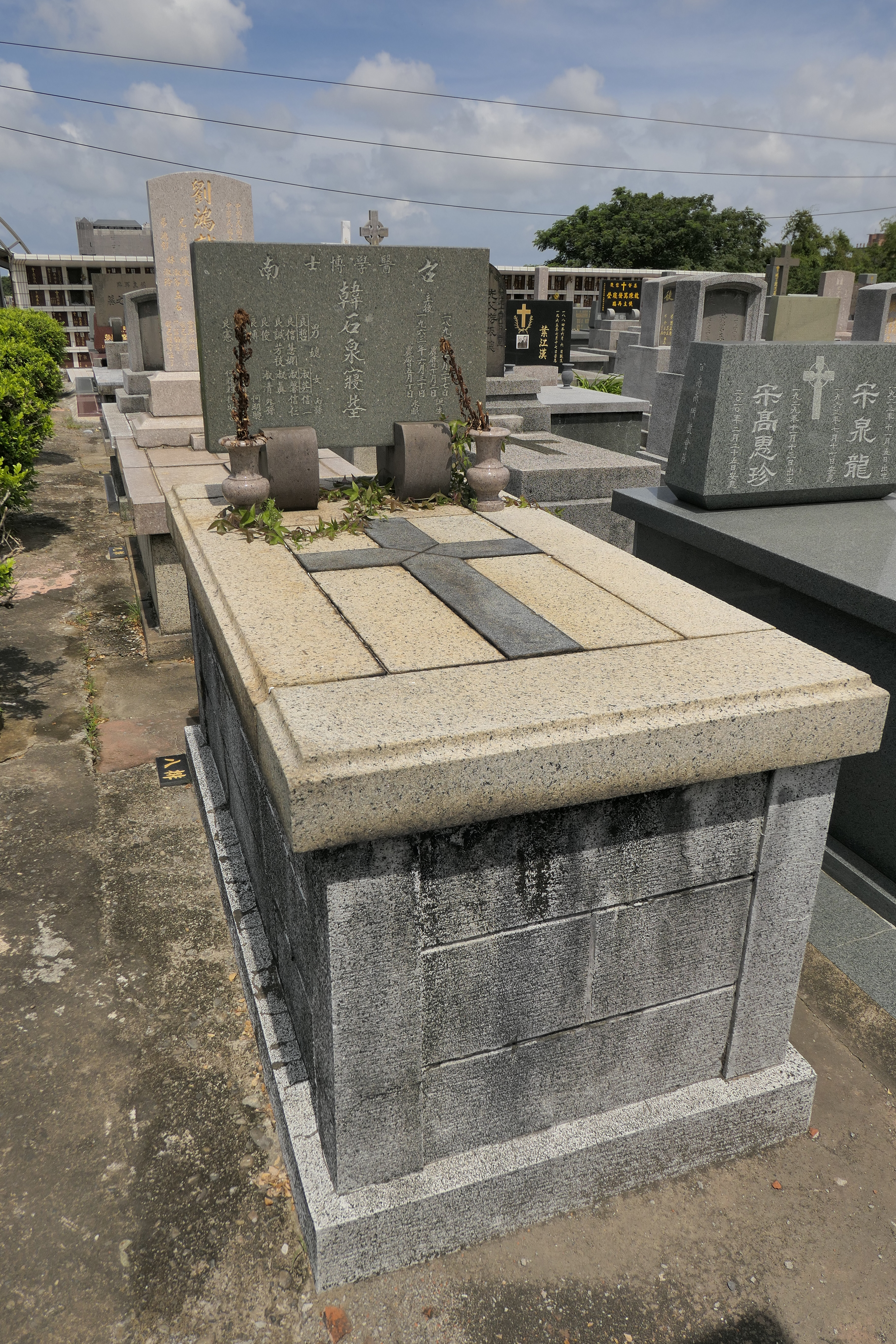
韓石泉墓

二次大戰後，韓石泉被聘為自治指導員，協助國府接收工作，後來更擔任中國國民黨臺南市黨部指導員。1946年4月15日他當選為臺灣省參議會第1屆參議員（選區臺南市），任職期間曾協助處理教育處長范壽康的失言事件，而在二二八事件發生時，提出「不擴大，不流血，不否認現有行政機構，政治問題用政治方法解決」的四大原則來處理臺南市的動盪，降低臺南市所受到的影響。
1947年韓石泉參加區域性國大代表選舉，然而當時「某方面已屬意某候選人，曾力為支持，使余甚難獲得更多之票數也。」，最後獲2129票落選。:206韓石泉晚年不再參與政治活動。
而除了政治活動外，韓石泉在1945年到1947年間任臺南市私立光華女子中學（今臺南市私立光華高級中學）校長，1947年到1963年任臺南市私立光華女子高級中學董事長。另外還曾擔任中華民國紅十字會臺南市分會分隊長、臺南市第二信用合作社理事主席等職。
1963年6月29日，因天氣炎熱與終日勞累，韓石泉於夜裡突然發生腦溢血，至30日逝世。

## 紀念
- 2016年3月17日，臺南市政府於中西區民權路韓石泉故居舉行歷史名人掛牌紀念。[8]

## 軼事
- 被視為二二八事件元兇之一的陳儀被槍斃後，蔡培火曾於1950年6月19日親筆寫給韓石泉一封信。表示「一代巨奸陳儀昨朝結束，亦可謂天理昭然，頗慰人心」。[9]
- 其所開設的韓內科診所迄今依然營業，由韓氏子孫繼承經營，且醫術精湛、即使不看健保生意依然興隆。[10]

## 傳記及相關書籍
- 韓石泉，《六十回憶》，1965年10月25日印行第一版。
- 莊永明著，《韓石泉醫師的生命故事》，遠流出版。2005年4月初版。
- 韓石泉原著，韓良俊編註。《六十回憶：韓石泉醫師自傳》，臺北縣新莊市：望春風文化出版。2009年2月初版。